# Championnats du monde de VTT marathon 2006
Navigation
2005 2007
Les championnats du monde de VTT marathon 2006 ont lieu dans l'Oisans en France le 13 août 2006.

## Classements

### Hommes
| Pos | Nom                 | Pays     | Temps           |
| --- | ------------------- | -------- | --------------- |
| 1   | Ralph Näf           | Suisse   | 4 h 13 min 57 s |
| 2   | Leonardo Páez       | Colombie | + 0 min 53 s    |
| 3   | Roel Paulissen      | Belgique | + 7 min 6 s     |
| 4   | Massimo de Bertolis | Italie   | + 8 min 20 s    |
| 5   | Johann Pallhuber    | Italie   | + 8 min 21 s    |
| 6   | Thomas Frischknecht | Suisse   | + 8 min 37 s    |
| 7   | Bart Brentjens      | Pays-Bas | + 9 min 1 s     |
| 8   | Andreas Kugler      | Suisse   | + 9 min 7 s     |
| 9   | Thomas Dietsch      | France   | + 9 min 9 s     |
| 10  | Alban Lakata        | Autriche | + 11 min 16 s   |

### Femmes
| Pos | Nom                  | Pays     | Temps          |
| --- | -------------------- | -------- | -------------- |
| 1   | Gunn-Rita Dahle      | Norvège  | 4 h 25 min 9 s |
| 2   | Petra Henzi          | Suisse   | + 8 min 28 s   |
| 3   | Elsbeth Vink         | Pays-Bas | + 15 min 17 s  |
| 4   | Dolores Mächler-Rupp | Suisse   | + 16 min 42 s  |
| 5   | Pia Sundstedt        | Finlande | + 20 min 18 s  |
| 6   | Daniela Louis        | Suisse   | + 22 min 11 s  |
| 7   | Esther Süss          | Suisse   | + 28 min 49 s  |
| 8   | Andrea Kuster        | Suisse   | + 30 min 11 s  |
| 9   | Blaza Klemencic      | Slovénie | + 30 min 52 s  |
| 10  | Eva Hubena           | Tchéquie | + 32 min 39 s  |